# Lanard Copeland
Lanard Copeland (Atlanta, 16 luglio 1965) è un ex cestista e allenatore di pallacanestro statunitense con cittadinanza australiana, professionista nella NBA e in Australia.